# Inmigración jamaiquina en Ecuador
La inmigración jamaiquina en Ecuador se dio a inicios del siglo XX. La mayoría de los jamaiquinos fueron traídos como obreros y ayudantes de construcción para lo que en ese entonces se estaba construyendo: el Ferrocarril Transandino, una idea original del entonces presidente ecuatoriano Eloy Alfaro.
Esta se produjo en noviembre de 1900. Los jamaiquinos llegaron a realizar trabajos exclusivamente de túneles y puentes para el Ferrocarril Transandino, donde eran expertos en el manejo de la dinamita, el pico y la pala. La gran obra de La Nariz del Diablo es su ejecución. Su trabajo sin embargo fue corto, duró de 1900 a 1902, pues la compañía tercerista del ferrocarril, la JP Mc Donald que los trajo de Kingston, Jamaica, quebró y terminó así su obra. Pese a la desidia y a la poca atención que a los anglocaribeños se les ha dado en la historia del Ecuador su aporte fue importantísimo. De los 4000 trabajadores llegados aquí se sabe que la mitad se murieron por accidentes laborales, los que vieron esa suerte algunos huyeron de la forma inmisericorde en que murieron sus compatriotas, parte de ellos retornó a su natal Jamaica y 300 jamaiquinos se radicaron en el Ecuador, dejando una semilla cuyo aporte ha marcado la historia de ese país. Apellidos como Grant, Atkinson, Mc Gregor, James, Smith, Scotland, Scott, Clark, Goodson, Brown, Robinson, Sandiford, Ford, Taylor entre otros son muestra de su paso por este país.
Otra inmigración pequeña pero de gran relevancia fue la que se dio en los años 1911, en el pueblo de Ancón, donde la compañía inglesa llamada Anglo Ecuadorian Oilfields Limited contrató obreros técnicos especializados y otros trabajadores de esa nacionalidad que se afincaron en ese lugar. Según afirma la historiadora Jenny Estrada su número era aproximadamente de 30 familias. Apellidos como los Spencer, Payne, August, Richemond, Cambridge, Richard, Patterson, Reeves, Armstrong, etc. Hay que recordar que los primeros atletas que destacaron en Ecuador hace muchísimo tiempo fueron descendientes de estos dos grupos de jamaiquinos. Alberto Spencer, goleador del Peñarol uruguayo y todavía uno de los mayores goleadores de la Copa Libertadores de América, y Jacinta Sandiford, primera medallista del Ecuador en los Juegos Panamericanos de 1951, en Buenos Aires, Argentina.

## En la actualidad
Hay diferentes personajes que triunfan en diferentes niveles, en diferentes profesiones y en actividades, quienes se sienten orgullosos de su ancestro jamaiquino. Estos triunfan en las artes, música, deporte, teatro, televisión, derecho y en las diferentes profesiones que existen en el Ecuador.